# Glipizide
La glipizide è una molecola appartenente alla famiglia delle sulfaniluree, dotata di azione ipoglicemizzante ed utilizzata come farmaco per la cura del diabete. È considerata una sulfanilurea di seconda generazione, simile alla glibenclamide, ma caratterizzata da una durata d'azione più breve. L'azione ipoglicemizzante è dovuta al fatto che la glipizide favorisce il rilascio di insulina dalle cellule β del pancreas. In Italia il farmaco è venduto dalla società farmaceutica Pfizer con il nome commerciale di Minidiab nella forma di compresse divisibili contenenti 5 mg di principio attivo.

## Caratteristiche strutturali, chimiche e fisiche
Si presenta come una polvere cristallina bianca, inodore, praticamente insolubile in acqua e in etanolo (96%), moderatamente solubile in acetone, solubile in cloroformio. Si scioglie in soluzioni diluite di idrossidi alcalini. Il punto di fusione del composto è pari a 205 °C ed il pKa = 5,9.
Esame TLC su piastre ricoperte di gel di silice G, 250 µ di spessore, impregnate di soluzione metanolica di potassio idrossido 0,1 M; eluente: metanolo/ammoniaca concentrata (100/1,5); rivelante: soluzione iodoplatinica acida; Rf=0,87. 
La sostanza, in soluzione metanolica, assorbe nell'ultravioletto (UV) alle lunghezze d'onda di 226 e 274 nm. Lo spettro infrarosso (IR), registrato in bromuro di potassio (KBr), mostra assorbimenti identici a quelli di uno standard di riferimento (1528, 1690, 1650, 1159, 1032, 900 cm1). Lo spettro di massa presenta frammenti principali a 150, 121, 56, 93, 39, 151, 66, 94 m/z. Si sciolgono 50 mg di sostanza in 5 ml di 1,4-diossano, si aggiunge 1 ml di una soluzione allo 0,5% di 2,4-dinitrofluorobenzene in 1,4-diossano e si fa bollire per 2-3 minuti. Si forma una colorazione giallo brillante.
Le compresse di glipizide dovrebbero essere conservate in recipienti ben chiusi, resistenti alla luce ed a una temperatura inferiore a 30 °C.

## Farmacodinamica
Il meccanismo d'azione della glipizide è sovrapponibile a quello della tolbutamide o della clorpropamide.
Il farmaco infatti stimola la liberazione endogena di insulina dalle cellule β del pancreas, probabilmente legandosi a specifici recettori delle sulfaniluree (recettori SUR-1) presenti sulla loro superficie.
Il composto è quindi assolutamente inefficace in caso di assenza di tali cellule funzionanti e secernenti insulina. 
Analogamente ad altre sulfaniluree (ad esempio gliclazide o glibenclamide) esistono anche dei meccanismi d'azione ipoglicemizzanti extrapancreatici che consistono in un aumento a livello periferico della sensibilità tissutale all'insulina (probabilmente per aumento dei recettori insulinici) e nella riduzione della degradazione epatica dell'insulina endogena. 
La glipizide a bassi dosaggi è una delle sulfaniluree più potenti (100 volte più potente della tolbutamide). Il farmaco non ha un effetto diretto sulla secrezione del glucagone. La glipizide aumenterebbe il rapporto colesterolo-HDL/colesterolo totale. Il farmaco possiede inoltre proprietà vasoprotettive: sembra diminuire la tendenza all'aggregazione piastrinica e aumentare l'attività fibrinolitica. Avrebbe inoltre effetti benefici sulla progressione della microangiopatia diabetica. Diversamente dalla clorpropamide, la glipizide esercita una leggera azione diuretica.

## Farmacocinetica
A seguito di somministrazione per via orale la glipizide è completamente assorbita dal tratto gastroenterico. Il picco plasmatico di concentrazione (Cmax) viene raggiunto entro due ore dalla somministrazione. L'assunzione dell'ipoglicemizzante con un pasto rallenta l'assorbimento ma non riduce il picco di concentrazione plasmatica.
L'emivita plasmatica è di 3-4 ore. Il legame della molecola con le proteine plasmatiche raggiunge il 95%. L'eliminazione dall'organismo avviene tramite processi di escrezione che coinvolgono principalmente l'emuntorio renale (60-90%) in forma immodificata (10%) e di metaboliti idrossilati inattivi. In caso di insufficienza renale potrebbe essere necessario ricorrere ad un aggiustamento dei dosaggi utilizzati. Solo una percentuale minore (5-20%) viene escreta con le feci.

## Tossicologia
Studi sperimentali eseguiti sul topo hanno messo in evidenza valori della DL50, dopo somministrazione orale, superiori a 4 g/kg peso corporeo.

## Usi clinici
La glipizide risulta indicata nel trattamento del diabete della maturità (diabete di tipo 2, non insulino-dipendente) quando il regime dietetico non è stato capace di normalizzare la glicemia. 
Il trattamento farmacologico deve comunque continuare ad essere associato ad opportune misure dietetiche e a regolare esercizio fisico: dieta ed esercizio fisico rappresentano la prima misura terapeutica nella gestione del paziente diabetico. Il farmaco è indicato in soggetti diabetici che presentano eccesso ponderale.

## Effetti collaterali e indesiderati
In molti soggetti in trattamento con glipizide, come con altre sulfaniluree, sono stati riscontrati disturbi gastrointestinali ed in particolare dispepsia, nausea, vomito, gastralgia, dolore addominale, diarrea o stipsi. Più raramente sono stati segnalati casi di epatotossicità con incremento delle transaminasi (AST, ALT e fosfatasi alcalina), epatite acuta ed ittero colestatico.
la sintomatologia gastroenterica può essere evitata od almeno ridotta nella sua intensità con la semplice accortezza di assumere il farmaco con del cibo, ad esempio una leggera colazione.
Sono state segnalate anche reazioni allergiche cutanee e da ipersensibilità quali prurito, orticaria, rash cutaneo, eczema morbilliforme, eruzioni maculopapulari.
La glipizide, sia pure eccezionalmente, può anche dare disturbi ematici rari, ma potenzialmente pericolosi per la vita, e tra questi in particolare trombocitopenia talvolta associata a porpora, anemia emolitica, leucopenia, granulocitopenia, agranulocitosi. 
Sono stati descritti anche casi di sonnolenza, cefalea e vertigini.
L'effetto indesiderato più frequente e grave causato dalla glipizide è certamente un'ipoglicemia prolungata, soprattutto in soggetti predisposti, ovvero sofferenti di insufficienza epatica e/o renale, e se il paziente non aderisce adeguatamente alle prescrizioni dietetiche e non si alimenta con regolarità nell'orario dei pasti o, addirittura, evita di assumere determinati pasti. L'ipoglicemia si verifica con maggiore probabilità in soggetti debilitati o di età avanzata, in caso di attività fisica inconsueta, e in concomitanza all'assunzione di bevande alcoliche.

## Controindicazioni
La glipizide è controindicata nei soggetti con ipersensibilità individuale nota al principio attivo, a molecole chimicamente correlate oppure ad uno qualsiasi degli eccipienti della formulazione farmaceutica.
Risulta anche controindicata nei soggetti affetti da insufficienza epatica o renale. Non deve essere utilizzata (come terapia unica) in caso di diabete insulino-dipendente o di diabete cheto-acidosico. 
Il trattamento con glipizide deve essere sospeso in caso di intervento chirurgico (in questi casi è preferibile affidare il controllo della glicemia ad un adeguato trattamento con insulina). 
La glipizide deve essere utilizzata con cautela in associazione con farmaci che possono aumentare l'attività ipoglicemizzante. 
Il regolare controllo della glicemia pre- e post-prandiale permette di individuare costantemente le dosi minime efficaci, evitando così il rischio di ipoglicemia.

## Dosi terapeutiche
Il dosaggio iniziale usuale è pari a 2,5–5 mg al giorno, da assumere in dose unica prima di colazione. 
A intervalli di parecchi giorni la posologia può essere aumentata di ulteriori 2,5–5 mg/die. In ogni caso non deve essere superata la dose massima di 40 mg giornalieri. Dosaggi superiori a 15 mg dovrebbero essere somministrati in due dosi refratte prima dei pasti principali. Se la glipizide da sola non è capace di dare una risposta ipoglicemizzante soddisfacente, il farmaco può essere associato ad una biguanide. 
La glipizide potenzia l'azione della insulina e permette di ridurne la dosi se somministrata contemporaneamente.

## Sovradosaggio
In caso di sovradosaggio volontario od accidentale si registrano i sintomi correlati a ipoglicemia grave. Questi comprendono: cefalea, fame imperiosa, nausea, vomito, stanchezza, sonnolenza, disturbi del sonno, irrequietezza, aggressività, difficoltà di concentrazione, alterazione dello stato di vigilanza e del tempo di reazione, depressione, confusione mentale, disturbi della parola o della vista, afasia, tremore, paralisi, disturbi sensori, vertigini, debolezza, perdita di autocontrollo, delirio, convulsioni cerebrali.
Nei casi più gravi il paziente può divenire incosciente e scivolare in uno stato di coma, caratterizzato da respirazione superficiale e bradicardia.
Comunemente si presentano i segni della contro-regolazione adrenergica: sudorazione, pelle fredda ed umida, ansietà, tachicardia, ipertensione, palpitazioni, angina pectoris ed aritmie cardiache.
Di fronte ad un paziente cosciente è spesso sufficiente la somministrazione di carboidrati (una zolletta di zucchero per os) per risolvere il disturbo, mentre in caso di soggetto in stato di coma è necessario ricorrere alla infusione per via endovenosa di una soluzione glucosata ipertonica al 30-50%. Inoltre queste infusioni debbono essere continuate per almeno 36 ore dopo il ritorno a normali valori di glicemia, per il rischio concreto di ricaduta, pertanto si rende necessaria l'ospedalizzazione del paziente.

## Gravidanza ed allattamento
Basandosi sulle attuali conoscenze non esistono studi adeguati e ben controllati in donne in stato di gravidanza che abbiano assunto glipizide. Per tale motivo il farmaco non è raccomandato per il trattamento di pazienti diabetiche gravide.
Durante la gravidanza concentrazioni ematiche anormali di glucosio, ed in particolare le fluttuazioni della glicemia, possono essere associate con un'elevata incidenza di anomalie congenite. Si ritiene perciò che l'insulina, per la sua capacità di mantenere sotto controllo la glicemia e per l'assenza di effetti potenzialmente tossici sul feto (l'insulina non oltrepassa la barriera placentare) sia il trattamento di scelta nelle donne diabetiche gravide.

La Food and Drug Administration (FDA) ha inserito la glipizide in classe C per l'uso in gravidanza. In questa classe sono inseriti i farmaci privi di studi controllati sulle donne ma i cui studi sugli animali hanno rilevato effetti dannosi sul feto (teratogenico, letale o altro), oppure i farmaci per i quali non sono disponibili studi né sull'uomo né sull'animale.
È noto che gli ipoglicemizzanti appartenenti alla classe delle sulfaniluree vengono secreti nel latte materno, anche se glipizide e glibenclamide, sono probabilmente compatibili con l'allattamento al seno.
Gli ipoglicemizzanti orali dotati di breve durata d'azione sono in genere da preferirsi durante l'allattamento, al fine di evitare il possibile accumulo nell'organismo del neonato. Il monitoraggio della glicemia nel sangue del bambino allattato al seno è comunque sempre indicato nel caso la madre assuma ipoglicemizzanti orali.

## Interazioni
Tra i principali problemi nell'utilizzo di glipzide, e di altri ipoglicemizzanti orali, vi è certamente il gran numero di interazioni farmacologiche possibili. Nonostante il potenziale di interazione tra le sulfaniluree e numerosi altri farmaci, solo raramente vengono registrati effetti negativi significativi.
- Clofibrato, dicumarolo, fenilbutazone, pirazolici, salicilici, inibitori delle monoamminossidasi (IMAO), β-bloccanti (alcuni), sulfamidici (alcuni), antistaminici H2 (cimetidina, ranitidina ed altri): la contemporanea somministrazione di queste sostanze e di glipizide può intensificare gli effetti ipoglicemizzanti della sulfanilurea.[24]
- Adrenalina, i corticosteroidi, gli estrogeni ed i diuretici: la co-somministrazione con glipizide diminuisce la risposta alla sulfanilurea.
- β-bloccanti (propranololo, atenololo, metoprololo): possono mascherare i sintomi dell'ipoglicemia da sovradosaggio.
- Farmaci azolici (ad esempio miconazolo, fluconazolo): questi farmaci, somministrati per via orale, in associazione con glipizide, possono potenziarne l'azione ipoglicemizzante.[25]
- Etanolo e bevande alcoliche: la contemporanea assunzione di alcol e glipizide può prolungare gli effetti ipoglicemizzanti della sulfanilurea e, talvolta, comportare il verificarsi di reazioni disulfiram-simili.[26]